# Kerivoula phalaena
Kerivoula phalaena är en fladdermusart som beskrevs av Thomas 1912. Kerivoula phalaena ingår i släktet Kerivoula och familjen läderlappar. Inga underarter finns listade i Catalogue of Life.
Denna fladdermus blir med svans 63 till 79 mm lång, svanslängden är 32 till 42 mm och vikten ligger mellan 2 och 5 g. Djuret har 25 till 30 mm långa underarmar, en vingspann av 185 till 210 mm, 6 till 7 mm långa bakfötter och 11 till 14 mm stora öron. Håren är vid roten mörkare än vid spetsen. Pälsens färg på ovansidan varierar mellan rödbrun och gråbrun. Vita spetsar som liknar frost saknas. Den yttre framtanden i underkäken har en spets. Den innre övre framtanden kan ha en eller två spetsar
Arten förekommer med två från varandra skilda populationer i västra och centrala Afrika. Den första från Liberia till Ghana och den andra från Kamerun till västra Uganda. Habitatet utgörs av tropiska skogar i låglandet och i bergstrakter upp till 2400 meter över havet. Grupper av fladdermusen hittades vilande i trädens håligheter. Troligtvis plockas födan från växter och från marken. Bytet hittas med hjälp av ekolokalisering. Vilande exemplar hittades även i övergivna bon av fåglar från släktet Apalis.
Antagligen påverkas beståndet av skogsröjningar. Hela populationen bedöms som stor. IUCN kategoriserar arten globalt som livskraftig.